# 群馬縣立女子大學
群馬縣立女子大學（日语：／ Gunma kenritsu joshi daigaku）是一所位於日本群馬縣的公立大學，1980年創立於前橋市，後遷移到佐波郡。該校與福岡女子大學是目前全日本唯二的公立女子大學。

## 沿革
- 1980年 創立於前橋市。
- 1982年 搬遷至佐波郡。
- 1994年 設立大學院。
- 2005年 設置國際交流學部。
- 2009年 文學部設綜合教養學科。

## 組織

### 學部
- 文學部
  - 國文學科
  - 英美文化學科
  - 美學美術史學科
  - 綜合教養學科
- 國際交流學部
  - 英語溝通課程
  - 國際商務課程

### 大學院
- 文學研究科
  - 日本文學專攻
  - 英美文化專攻
  - 藝術學專攻
  - 複合文化專攻
- 國際交流研究科
  - 國際交流專攻

### 附屬單位
- 附屬圖書館
- 外國語教育研究所
- 群馬學中心
- 地域日本語教育中心
- 職業支援中心

## 對外關係

### 國內
群馬縣立女子大學和同在縣內的高崎經濟大學及前橋工科大學，在招生、研究、教學等各方面都有密切合作。
另外，該校也與放送大學學園簽有學分互換協定，從放送大學取得的學分可被承認為畢業學分。

### 國際
群馬縣立女子大學與下列海外學校有合作關係：
- 交換留學協定校
  - 西安大略大學休倫大學學院（加拿大）
  - 蘇州大學（中國）
  - 大連外國語大學（中國）
  - 高麗大學（韓國）
  - 國立高雄科技大學（台灣）
  - 奧克拉荷馬州立大學（美國）
  - 溫斯頓-撒冷州立大學（美國）
- 特別留學生受入協定校
  - 夏威夷大學希洛分校（美國）
- 友好協定校
  - 夏威夷太平洋大學（美國）
  - 聖地牙哥加利福尼亞大學（美國）
  - 夏威夷大學馬諾阿分校（美國）

## 外部連結
- （日語）群馬縣立女子大學 （页面存档备份，存于）